# Adalbert Prothmann

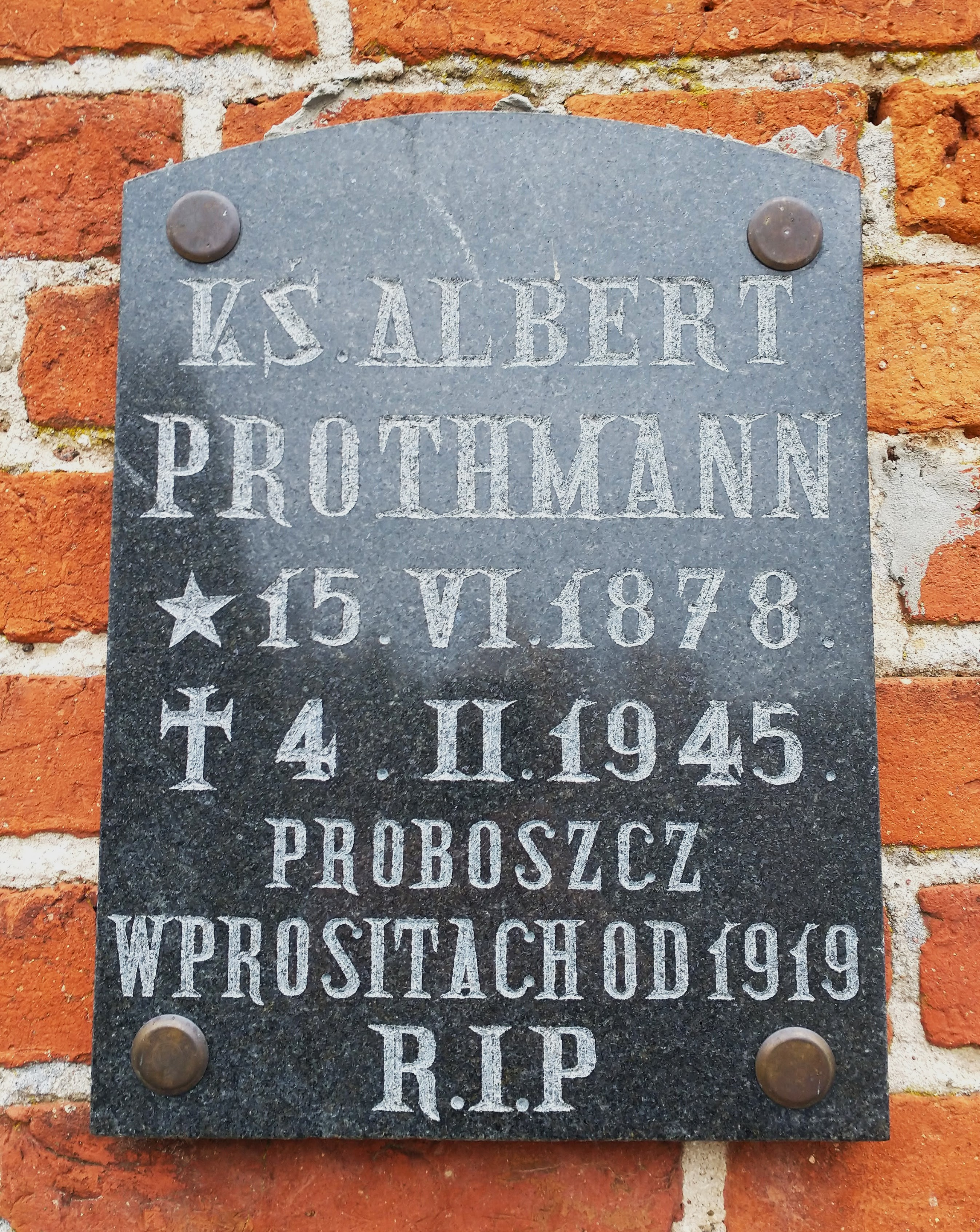
Gedenktafel in Prossitten

Adalbert Prothmann (* 15. Juni 1876 in Gayl; † 4. Februar 1945 in Prossitten) war ein deutscher römisch-katholischer Geistlicher und Märtyrer.

## Leben
Adalbert Prothmann besuchte das Lyceum Hosianum in Braunsberg und wurde am 31. Januar 1904 in Frauenburg zum Priester geweiht. Nach Kaplanstätigkeit in Glottau (bis 1907) und Benern (Heilsberg, bis 1919) wurde er Pfarrer in Prossitten. Ab 1939 war er stellvertretender Dechant des Dekanats Seeburg.
Bei Anrücken der Roten Armee Anfang 1945 wurde er dort auf einem Bauernhof zusammen mit Pater Theodor Kortendieck von Rotarmisten ermordet, da er durch die Soutane als Priester zu erkennen war. Sie abzulegen, hatte er sich geweigert, um, wie er sagte, „in Amtstracht zu sterben“. Über die Verhältnisse allgemein informiert das Buch Mein 33. Jahr von Gerhard Fittkau.

## Gedenken
Die deutsche Römisch-katholische Kirche hat Adalbert Prothmann als Märtyrer aus der Zeit des Nationalsozialismus in das deutsche Martyrologium des 20. Jahrhunderts aufgenommen. An der Kirche von Prossitten ist eine Gedenktafel für ihn angebracht.